# 祁連山路
祁連山路是橫跨中華人民共和國上海市普陀區與嘉定區的一條主要道路，長度為5300米，寬度為32米。北至蕰藻浜，南至真南路與祁連山南路相連。該道路建於1954年，得名自甘肃祁连山。2002年2月8日，祁連山路的真南路至曹安路路段開通，後此路段成為祁連山南路的一部分。2021年6月，陆翔路-祁连山路地道通車，祁连山路可與陸翔路聯通。